# Хільченко Денис Миколайович
Дени́с Микола́йович Хільченко (11 квітня 1974 — 4 серпня 2022, м. Мар'їнка, Донецька область) — капітан Збройних Сил України, учасник російсько-української війни, що загинув у ході російського вторгнення в Україну.

## Життєпис
Народився 11 квітня 1974 року.
Був активним учасником Революції гідності. Після російського вторгнення у 2014 році добровольцем долучився до Збройних Сил України. Пройшов бойовий шлях від солдата до заступника комбата. Починав службу водієм, потім став навідником бронемашини, розвідником і сапером. За рік служби, коли закінчився термін хвилі часткової мобілізації, мав бажання повернутися додому, але загинув його товариш, командир саперного взводу, тому Денис вирішив продовжити службу та в 2017 році був командиром взводу. Згодом, в 2019 році, призначений командиром роти. Всі ці роки проходив військову службу в 72 ОМБр, а з травня 2022 року розпочав виконання завдань на посаді заступника командира батальйону однієї з новостворених бригад.
Багато років поруч з Денисом проходив службу й пес Патрон, який народився на фронті, мав бойові виходи, контузії та поранення, але теж загинув на російсько-українській війні.
Загинув вночі 4 серпня 2022 року під час ворожого артилерійського обстрілу поблизу м. Мар'їнки Донецької області.
Похований 7 серпня 2022 року в місті Заводському на Полтавщині, де проживає його мати.
Залишилися мати, батько, сестра, дружина, побратими.

## Нагороди
- орден «За мужність» III ступеня (2022, посмертно) — за особисту мужність і самовіддані дії, виявлені у захисті державного суверенітету та територіальної цілісності України, вірність військовій присязімедалі (2018-2021): "За відвагу та честь", "За жертовність та любов до України", "За оборону Авдіївки", почесна відзнака (2021) "Іван Сірко", почесний нагрудний знак (2021): "За досягнення у службі", нагрудні знаки (2017 - 2025): "За зразкову службу", "За військову доблесть", "Хоробрий у бою" (посмертно).